# 산부오노
산부오노(이탈리아어: San Buono)는 이탈리아 아브루초주 키에티도에 있는 코무네이다.